# John Isaac Briquet
John Isaac Briquet (Ginevra, 13 marzo 1870 – Ginevra, 26 ottobre 1931) è stato un botanico svizzero, e direttore del Conservatoire Botanique a Ginevra.

## Biografia
Ricevette la sua formazione nel campo delle scienze naturali a Ginevra e a Berlino, studiò botanica con Simon Schwendener, Adolf Engler, Marc Thury, Johannes Müller Argoviensis, e Alphonse de Candolle. Nel 1896 divenne curatore presso il Conservatoire Botanique, dopo che servì come direttore nel 1906-1931. Dal 1912 al 1921, fu presidente della Società Botanica svizzera.
Tra il 1895 e il 1917, con Émile Burnat, partecipò a una serie di escursioni botaniche, in cammino verso la Corsica, Dalmazia, Alpi Marittime (Francia e Italia), Montenegro, ecc.
Oltre al suo lavoro floristico, aveva un particolare interesse per il genere Galeopsis, e per la famiglia Lamiaceae (Labiatae).

## Opere principali
- Flore des Alpes Maritimes, 7 volumes (con Émile Burnat and François Cavillier); 1892–1931.
- Monographie du genre Galeopsis, 1893.
- Études sur les Cytises des Alpes maritimes, 1894.
- Biographies de botanistes suisses, 1906.
- Prodrome de la flore Corse, comprenant les résultats botaniques de six voyages exécutés en Corse sour les auspices de M. Emile Burnat, 1910 (con René Verriet de Litardière).[5]